# Didier Six
Didier Six, född 21 augusti 1954 i Lille, Frankrike, är en fransk före detta fotbollsspelare och tränare.
Anfallaren Didier Six gjorde 13 mål på 52 landskamper för Frankrike. Han gjorde landslagsdebut mot Tjeckoslovakien den 27 mars 1976, och tog en plats i VM-truppen två år senare. Han fick spela från start i de två första matcherna i VM i Argentina 1978 men Frankrike blev utslaget redan i gruppspelet. I VM i Spanien 1982 gjorde Six två mål på vägen mot semifinalen, som gick till straffsparksläggning mot Västtyskland. Där blev Six och Maxime Bossis syndabockar efter att ha missat varsin straff. Six spelade tre matcher i EM 1984, då Frankrike blev europamästare. Semifinalen mot Portugal, som fransmännen vann efter förlängning, skulle visa sig bli hans sista landskamp.
Under sin karriär representerade Six tretton olika klubbar. Hans första klubb var US Valenciennes, där han spelade 1972–77. Med Valenciennes blev han seriesegrare i franska division 2 säsongen 1974/75. Säsongen 1977/78 representerade han Lens, och blev då klubbens bäste målskytt med 13 mål på 29 matcher. I UEFA-cupen hösten 1977 mötte Lens italienska Lazio i andra omgången. Inför returen i Frankrike behövde Lens hämta in ett tvåmålsunderläge. Didier Six blev den store hjälten genom att göra två mål under ordinarie tid och ta matchen till förlängning. I förlängningen gjorde Six ytterligare ett mål och Lens vann till slut med hela 6–0. Den sista stora framgången på klubblagsnivå kom 1988, då han med turkiska Galatasaray vann både ligan och cupen.